# Espasol

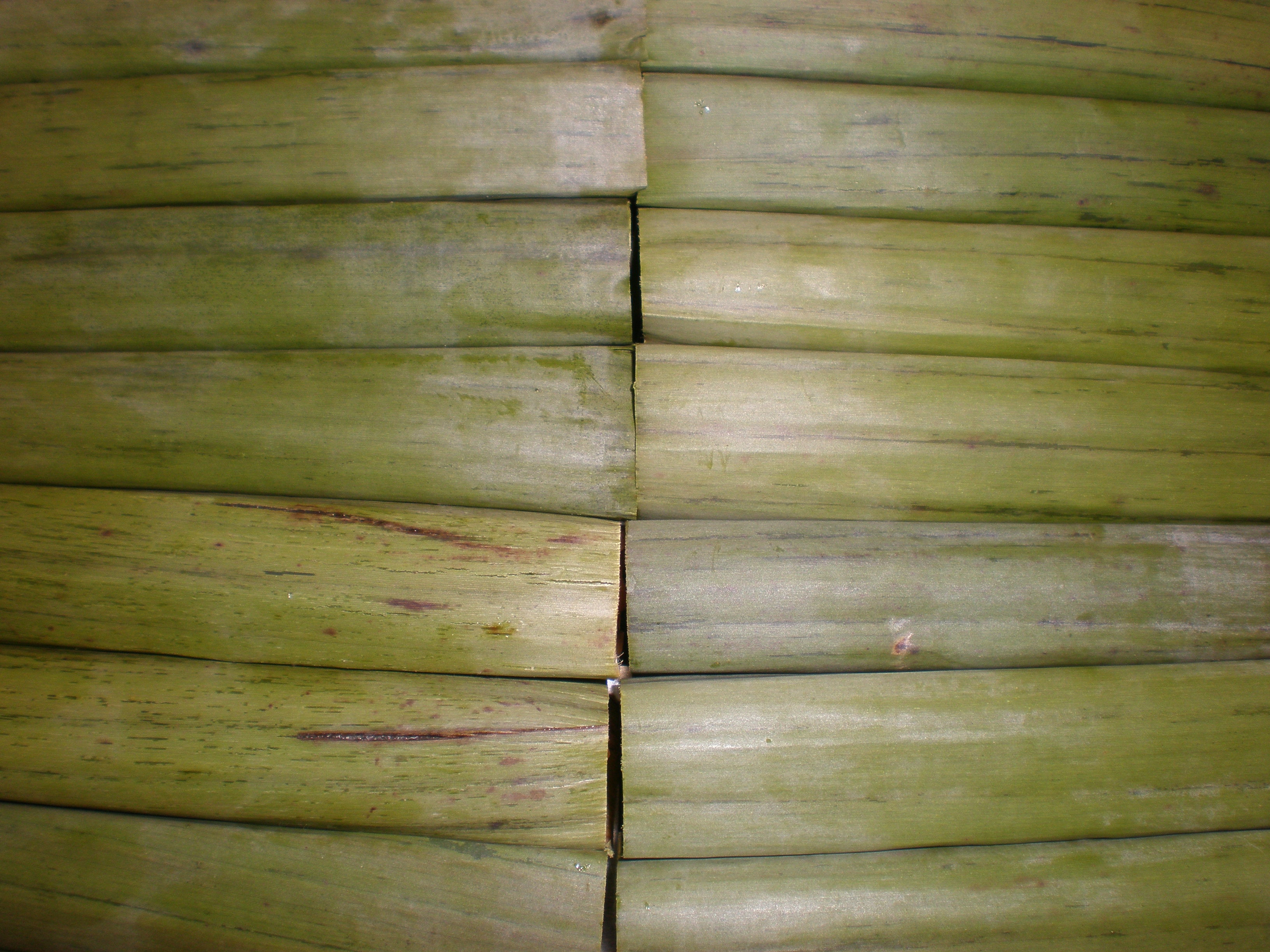
Espasol en hojas de banano.

Espasol es un pastel de arroz con forma cilíndrica muy típico de la cocina filipina. Este dulce es originario de la provincia de Laguna (Filipinas).

## Características
Este pastel filipino se elabora con arroz basmati cocinado en leche de coco (kakanin).